# Andy Bumatai
Andrew Jackson „Andy“ Bumatai (* 24. Dezember 1953 in Europa) ist ein US-amerikanischer Schauspieler und Stand-up-Comedian.

## Leben
Bumatai wurde als Sohn eines US-amerikanischen Soldaten und einer Deutsch-Französischen Mutter in Europa geboren. Er verdiente sich seinen Lebensunterhalt zunächst als Touristenführer in Hawaii. 1976 begann er seine Karriere als Komiker. Einige Jahre später war er einer der gefragtesten Hawaiianischen Stand-up-Comedians mit mehreren veröffentlichten Comedy-Alben und einer Show im Royal Hawaiian Hotel. Ab Ende der 1980er Jahre tourte er auch erfolgreich durch die USA.
Daneben war Bumatai auch als Schauspieler tätig. Sein Fernsehdebüt hatte er 1980 in einer Gastrolle in der Fernsehserie Die Jeffersons. Neben einigen weiteren Gastrollen in Serien wie Baywatch – Die Rettungsschwimmer von Malibu hatte er wiederkehrende Rollen in den Serien Raven als Big Kahuna sowie in Heißes Pflaster Hawaii als Danny „Pipeline“ Kahala. Keine der beiden Serien wurde jedoch ein großer Erfolg. Gelegentlich war Bumatai auch auf der großen Leinwand zu sehen, darunter in Die Whoopee Boys.
Sein 2005 verstorbener Bruder Ray Bumatai war ebenfalls Schauspieler und Komiker.

## Filmografie (Auswahl)

### Fernsehen
- 1980: Die Jeffersons (The Jeffersons)
- 1986: Trio mit vier Fäusten (Riptide, Folge 3x13)
- 1992–1993: Raven
- 1995: Heißes Pflaster Hawaii (Marker)
- 1999: Pacific Blue – Die Strandpolizei (Pacific Blue)
- 2001: Baywatch – Die Rettungsschwimmer von Malibu (Baywatch)
- 2004: North Shore

### Film
- 1986: Die Whoopee Boys (The Whoopee Boys)
- 1988: Aloha Summer
- 1990: A Man Called Sarge
- 2007: All for Melissa